# Гогосов, Вадим Владимирович
Вади́м Влади́мирович Гого́сов (10 сентября 1934 года, Рыбинск Ярославской обл. — 17 июля 2002 года, Москва) — советский и российский учёный-механик, доктор физико-математических наук, профессор. Заслуженный деятель науки Российской Федерации (2000).
Один из ведущих научных сотрудников Института механики МГУ. Пользовался авторитетом в научном мире, брался за решение сложных проблем механики в областях на стыках с физикой, химией и другими областями точных наук, в том числе в магнитной гидродинамике и газодинамике плазмы, электрогидродинамике жидкостей и многофазных сред, магнитной гидродинамике и физико-химической гидродинамике поверхностных процессов.

## Биография
Вадим Владимирович Гогосов родился 10 сентября 1934 года в Рыбинске, в семье авиационного инженера Владимира Антоновича Гогосова (впоследствии — крупного советского государственного деятеля).
В 1957 году окончил механико-математический факультет МГУ. По окончании университета с 1957 по 1960 год продолжил обучение в аспирантуре Института механики АН СССР.
В 1961 году защитил диссертацию на соискание учёной степени кандидата физико-математических наук (тема диссертации — «Распад произвольного разрыва и задача о поршне в магнитной гидродинамике»). В 1974 году защитил диссертацию на соискание учёной степени доктора физико-математических наук (тема диссертации — «Исследование течений многокомпонентных и многофазных сред в электромагнитных полях»).
В 1983—2002 годах — заведующий лабораторией физико-химической гидродинамики НИИ механики МГУ. С 1986 года — профессор кафедры гидромеханики мехмата МГУ; читал для студентов мехмата курсы «Магнитная гидродинамика», «Электрогидродинамика», «Термодинамика неравновесных процессов».
Действительный член Международной академии астронавтики (1981, член-корреспондент с 1973 г.).
Сотрудничал в редколлегиях международных журналов «International Journal of Applied Electromagnetics in Materials» (с 1981 г.) и «Магнитная гидродинамика» (с основания в 1965 г.), в течение ряда лет был заместителем председателя Научного совета ГКНТ СССР по проблеме «Магнитные жидкости» и членом Экспертного совета ВАК СССР и Российской Федерации по математике и механике. Был избран членом Национального комитета по теоретической и прикладной механике СССР, занимал пост председателя секции научного совета АН СССР (РАН) по механике жидкостей и газов.

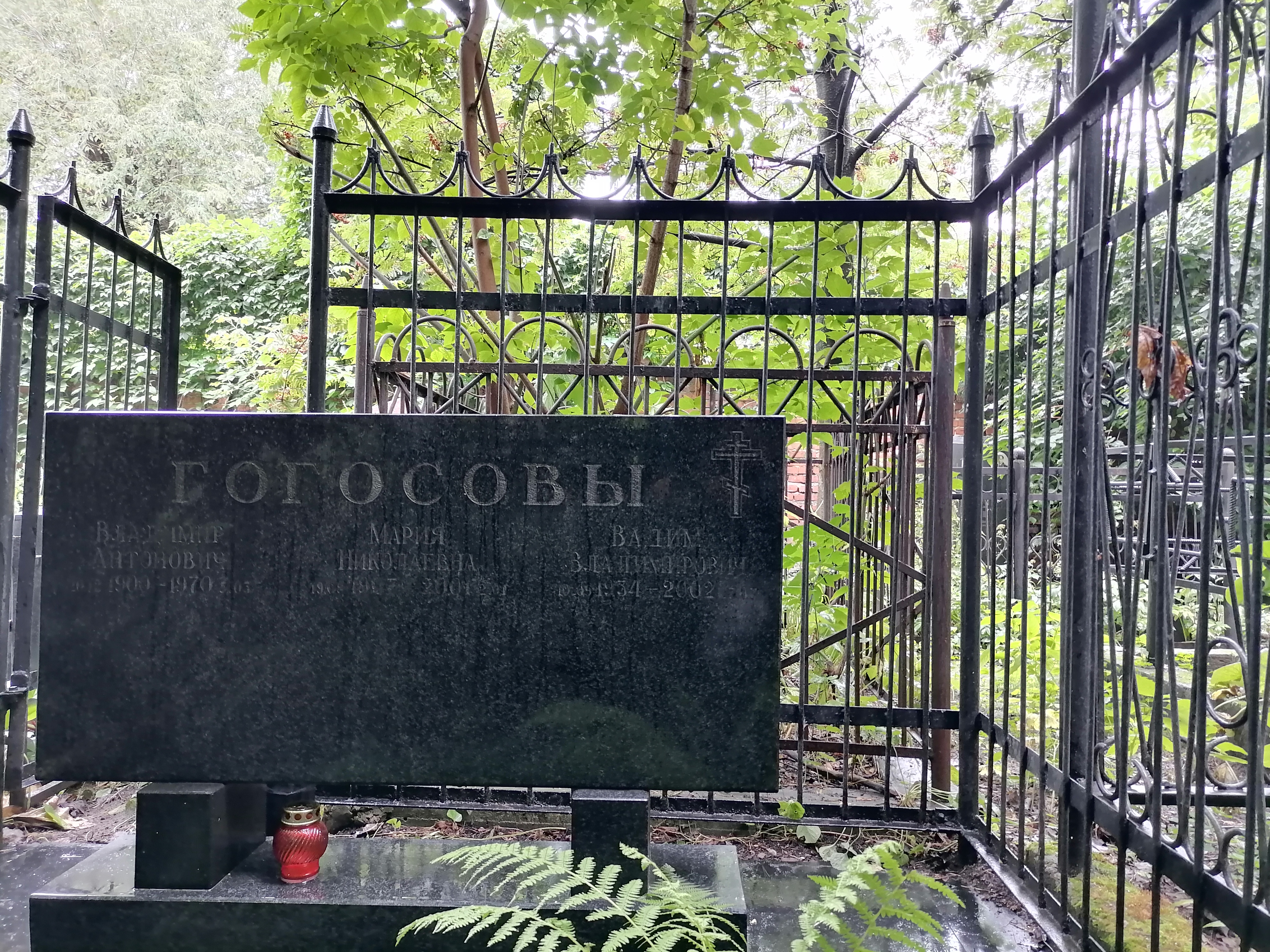
Могила на Ваганьковском кладбище

Скончался 17 июля 2002 года в Москве от сердечной недостаточности. Похоронен на Ваганьковском кладбище рядом с родителями (7 уч.).

## Научная деятельность
К областям научных интересов В. В. Гогосова относились физико-химическая гидродинамика, электрогидродинамика, гидродинамика и физика магнитных жидкостей.
Решил задачу о распаде произвольного разрыва в магнитной гидродинамике. Основополагающими стали исследования В. В. Гогосова по изучению электрогидродинамических течений и структуры электрогидродинамических ударных волн.
Построил ряд моделей поляризующихся и намагничивающихся дисперсных сред. Выполнил цикл работ по управлению тепломассопереносом в магнитных жидкостях под действием магнитного поля.
Одним из первых в мировой науке предложил использовать магнитные жидкости в качестве среды при закаливании металлов, этот метод позволил управлять процессами изменения структуры и твердости закаливаемых изделий магнитными полями, получать распределение локально неоднородной структуры и твердости различных частей закаливаемых материалов нужных свойств.
Исследовал применение магнитных жидкостей для извлечения золота и платины из рассыпных гравитационных концентратов разработанными под его научным руководством промышленными сепараторами с высокой селективной способностью и производительностью.
Научным стилем В. В. Гогосова было стремление добиться предельной четкости в постановке задач и интерпретации полученных результатов, он регулярно докладывал свои результаты и обсуждал результаты учеников и коллег на заседаниях семинара по физико-химической гидродинамике, организованном им в Институте механики МГУ, заседания семинара продолжались более тридцати лет. Был активным докладчиком на научных конференциях. Научные результаты В. В. Гогосова активно применяются и развиваются отечественными и зарубежными исследователями.
Читал лекции студентам механико-математического факультета МГУ . Создал научную школу, подготовил 26 кандидатов и 3 докторов наук.

## Звания и премии
- Почётное звание «Заслуженный деятель науки РФ» (2000) — за заслуги в научной деятельности[9]
- Премия имени С. А. Чаплыгина (АН СССР, 1961) — за работы по распаду произвольного разрыва в магнитной гидродинамике (совместно с А. А. Барминым)[3][10].

## Личная жизнь
Жена — искусствовед и историк культуры Паола Волкова (1930—2013).
Дочь Мария, сын Владимир.